# 우라다테촌
우라다테촌(裏館村)은 니가타현 미나미칸바라군에 있던 촌이다. 

## 역사
- 1889년 4월 1일 - 정촌제 시행에 의해 미나미칸바라군 우라다테촌이 성립하였다.
- 1920년 10월 1일 - 미나미칸바라군 산조정에 편입되었다.

## 참고문헌
- 『市町村名変遷辞典』東京堂出版、1990年。